# Ayumi Anime
Ayumi Anime (* 17. Oktober 1989 Cherson) ist eine ukrainische  Sängerin und Songwriterin sowie Pornodarstellerin und Erotikmodel mit südkoreanischen Wurzeln.

## Biographie
Sie wurde im Oktober 1989 in der ukrainischen Stadt Cherson, der Hauptstadt des gleichnamigen Oblasts, als die Ukrainische Sozialistische Sowjetrepublik politisch noch existierte, als Tochter einer südkoreanischen Einwandererfamilie geboren. Sie schloss ihr Studium der Romanistik (mit Schwerpunkt Französisch) an der Nationale Taras-Schewtschenko-Universität Kiew ab und ließ sich für fünf Jahre in Moskau nieder, wo sie eine Karriere als Model begann und für bekannte Marken wie Nike, Calvin Klein, Chanel oder H&M Werbung machte.
Sie nahm 2015 am Schönheitswettbewerb Miss Eurasia teil, vertrat Korea, war unter den Finalistinnen und gewann die Preise Miss Talent und Miss National Costume.
Nach einem kurzen Aufenthalt in Frankreich ließ sie sich in den USA nieder, wo sie, unzufrieden mit dem konventionellen Modeln, beschloss, ihr Glück in der Pornoindustrie zu versuchen, indem sie Larry Flynts Agentur in Beverly Hills kontaktierte, bei der sie im Mai 2017 im Alter von 28 Jahren ihr Debüt als Pornodarstellerin gab.
Als Schauspielerin hat sie unter anderem mit Produktionsfirmen wie ManyVids, Cherry Pimps, Filly Films, Adam & Eve, Hustler, Brazzers, Girlfriends Films, Jules Jordan Video, Twistys, Digital Sin, Mofos, Sweetheart Video oder Girlsway zusammengearbeitet.
Im Oktober 2017 wurde sie vom Penthouse-Magazin zu einem der Penthouse Pets gewählt. Die überwiegende Mehrheit ihrer Szenen hatte lesbischen Inhalt, ein Thema, für das sie bei den AVN Awards in den Kategorien „Lesbische Künstlerin des Jahres“ und „Beste lesbische Gruppensexszene“ neben Jade Luv und Brenna Sparks für „No Man's Land:  Way Lesbians“ nominiert wurde.
2019 begann sie ihre Karriere als Musikkünstlerin und veröffentlichte im November ihre erste Single als Sängerin Get Me High.